# 永勝 (馬匹)
永勝（英語：Super Win）是1970年代香港最佳馬匹，該駒由佐治摩亞訓練，馬主為陳超常夫人，曾經於1976年女皇盃成為冠軍以及於1975年至1977年連奪三屆香港冠軍暨遮打盃，並創下連勝10場記錄，整個競賽生涯總共勝出18次，其後因腳傷休養了2年半，傷癒後於1980年3月9日於沙田馬場復出跑草地1400米董事盃挫敗新晉馬王「祿怡」得第4，贏得馬迷不少掌聲，惟其後再出賽3場表現不復當年勇，於1980年9月27日跑畢最後一仗後退役。為紀念該一代名駒，馬會於兩個馬場及北角其中一間場外投注處設立具1970年代茶餐廳風格的永勝冰室。

## 歷季出賽成績
出賽36次：18冠6亞2季10負
- 1973-1974馬季 (3歲) 出賽6次—2冠0亞0季4負
- 1974-1975馬季 (4歲) 出賽8次—6冠2亞0季0負
- 1975-1976馬季 (5歲) 出賽7次—6冠1亞0季0負
- 1976-1977馬季 (6歲) 出賽9次—3冠3亞2季1負
- 1977-1978馬季 (7歲) 出賽2次—1冠0亞0季1負
- 1978-1979馬季 (8歲)  -----全季未有上陣----
- 1979-1980馬季 (9歲) 出賽3次—0冠0亞0季3負
- 1980-1981馬季 (10歲)出賽1次—0冠0亞0季1負